# 金承均
金 承均（キム・スンギュン、朝鮮語: 김승균、1939年 - ）は、大韓民国の編集者、実業家。社団法人南北民間交流協議会理事長、「南北交易」株式会社の代表も務めている。

## 生涯
1957年、慶北大学師大付属高校卒業。
1961年、成均館大学校東洋哲学科在学中に学生運動を率い、5・16軍事クーデター後に拘束される。 10年の懲役を言い渡された翌年、刑執行免除で出所。
1964年の日韓協定反対闘争で拘束され、釈放される。
1965年、大学卒業。
1968年、雑誌『思想界』編集長。
1970年、五賊筆禍事件で拘束されて釈放された後、民主青年協議会発起委員長。
1971年、民主守護国民協議会事務総長を務め、10月、全国に衛戍令が出されたことで手配され、6年間逃避生活。
1977年逮捕、懲役1年、執行猶予2年。
1978年、図書出版日月書閣創立。緊急措置違反で拘束され、宣告猶予。
1979年民主闘争国民委員会事件で拘束。懲役3年、執行猶予5年で釈放。
1982年、社会科学図書出版社の会金曜会代表。民主言論運動協議会の共同代表。
1983年、民主化運動青年連合（民青連）常任指導委員。
1984年、民主統一民衆運動連合（民統連）民主統一委員長。
1985年、ソウル民主統一民衆運動連合議長、出版文化運動協議会代表。
1986年、販売禁止図書展示会の開催で指名手配。民主化運動遺家族協議会の幹事長。
1987年、野党候補一本化推進協議会を創立。
1988年、ハンギョレ民主党創党中央党財政委員長。
1987年の直選制改憲獲得後、民主化は達成したのだから朝鮮統一に専念しなければならないという考えで、1989年に南北民間交流協議会を設立し、1989年、南北文化交流協議会共同代表。1990年、南北交易株式会社設立、韓国北朝鮮間新聞、雑誌、単行本、DVDなど出版物交流事業。1993年に特殊資料取扱機関の認可を受けたが、南北交易（株）設立当時は他に方法がなく、最初の事業として教保文庫の特殊資料取扱機関の許認可を利用して北朝鮮側の社会科学院から発行された李朝実録400冊1セットを持ち込んだ。当時持ち込まれた李朝実録は釜山大学図書館に所蔵されている。また1993年からは特殊資料の取り扱い権限を得て、韓国内の複数の機関団体に「労働新聞」などを供給してきた張本人でもある。
1995年、社団法人南北民間交流協議会理事長。南北民間交流協議会理事長を20年余り務め、平壌市長橋里に豚飼料工場を大きく建て、6•15飼料工場という名で北朝鮮側に寄贈したりもした。
2020年11月、 図書出版「民族サランバン」創立 。
2021年4月、図書出版「民族サランバン」が金日成回顧録『世紀とともに』を韓国で出版し、「国家保安法違反」をめぐる論争が巻き起こった。